# توکیو انحطاط
توکیو، انحطاط (ژاپنی: トパーズ) (و به انگلیسی: Tokyo Decadence)  یک فیلم صورتی درام و اِروتیک به کارگردانی ریو موراکامی است. از ستارگان فیلم می‌توان به میهو نیکایدو، کان میکامی، یایوی کوساما، شیمادا ماساهیکو و سایوکو آمانو اشاره کرد. این فیلم درسال  ۱۹۹۱ فیلمبرداری و در سال ۱۹۹۲ منتشر شد. پخش این فیلم به دلیل پرداختن به نوعی انحراف در رابطه، در چندین کشور مانند استرالیا و کره جنوبی ممنوع شده است.  ریو موراکامی برای این فیلم برنده جایزه کاریبدس نقره‌ای از جشنواره تائورمینا شده است.

## داستان فیلم
فیلم دربارهٔ زندگی دختر ۲۲ ساله دانشجویی به نام «آی» است که صدای زیبایی دارد و بعد از اینکه شوهرش «سودو ساکیبارا» که مجری گالری هنری است او را ترک می‌کند؛ به عنوان روسپی در کلابی کار می‌کند که وظیفه‌شان سرویس‌دهی به مشتریان سادیسمی و سادومازوخیسمی است. او برای ارضای مشتریان بانفوذ و ثروتمند خود، مجبور است تن به هر نوع خواستهٔ آنان بدهد. او که منتظر رسیدن اولین مشتری خود است، نزد فالگیری می‌رود که به او می‌گوید برای نیکو گشتن بخت خود سه کار را باید انجام بدهد. اول دفتر تلفن خود را زیر تلویزیون بگذارد (سراغ کسی را نگیرد). دوم سمت گالری هنری در شرق نرود (نزدیک نشدن به شوهر سابق) و سوم سنگ صورتی رنگی را نگین کرده و به انگشت وسط کند (نماد شغل). اولین مشتری او مردی است که رابطه ای سه نفره همراه با زن خویش را طلب می‌کند و آن دو در هنگام زناشویی، آی را بدون داشتن رابطه، به شدت و با آلت مصنوعی تحقیر می‌کنند. دومین مشتری مردی است افراطی که آی را به همراه دوستش می‌خواند و بعد از نزدیکی، رابطه‌ای دیگر با روش برانگیختگی تنفسی طلب می‌کند و به حالت مرگ می‌رود ولی زنده می‌ماند. مشتری سوم نیز مردی است که عاشق رابطه با شخص مرده‌است و از او می‌خواهد نقش «یومکو یوشیدا» که در کوه فیجی خفه و سپس به او تجاوز شده‌است را بازی کند؛ که البته آی نمی‌پذیرد. مشتری آخر او زنی است به نام «می ساکی» که «مرد لاکپشتی» برده او است. ساکی با آی لز می‌کند و برده خود را شلاق و با آلت مصنوعی شکنجه می‌کند. در هنگام شام، آی که خسته از شغلش است، راه ثروتمند شدن ساکی را از او می‌پرسد، ساکی می‌گوید، ژاپن کشوری ثروتمنداست؛ اما این ثروت بدون غرور است و این باعث می‌شود مردها سمت مازوخیسم بروند؛ و من زندگیم را از راه تیغ زدن همین مردها به‌دست آوردم و به شغلم افتخار می‌کنم و می‌خواهم تکامل پیدا کنم. آی می‌خواهد شوهرش را که ازدواج مجدد کرده‌است را پیدا کند و خود را تسکین دهد. ساکی با دادن یادگاری، آی را نصیحت می‌کند و می‌گوید آی باید تکلیفش را با خود روشن کند؛ حتی اگر مجبور به جابه‌جا کردن کوه باشد. آی به دیدن شوهرش می‌رود و با زن خواننده‌ای آشنا می‌شود و آینده خود را در قامت او می‌بیند و با دیدن شوهرش از دور، آرامش می‌یابد و همان‌طور که ساکی گفت، این دفعه موقرانه به شغل جدیدش برمی‌گردد.